# サーム (単位)
サーム（英語: therm）は、ヤード・ポンド法系の熱量の単位であり、10万英熱量(Btu)に等しい。
サームは、アメリカ合衆国やイギリスにおいて、天然ガスの取引の単位として使用される。
1サームは、約105.5メガジュール、25200キロカロリー、29.3キロワット時に相当する。
サームという言葉は時々、1000キロカロリーと定義される「サーミー」(thermie)と混同される。どちらもギリシャ語で「熱」を意味する言葉を語源とする。

## 定義
元となる英熱量に複数の定義があるため、サームの値の定義も複数存在する。
- therm(EC) ≡ 100000 BTUISO[2]
= 105506000 J
≈ 29.3072 kWh
therm(EC)はアメリカ合衆国の技術者によってよく使用される。
- therm(US) ≡ 100000 BTU59 °F[3]
= 105480400 J
≈ 29.3001111111111 kWh
- therm(UK) ≡ 105505585.257348 J[4]
≡ 29.3071070159300 kWh

10サームは、SI接頭語をつけたデカサーム（decatherm または dekatherm）とも呼ばれ、"Dth"と略される。これは（いずれかの定義による）1000000 Btuに等しい。さらに、1000デカサームはMDth、1000000デカサームはMMDthと略される。

## 利用
1サームは、100立方フィート (2.83立方メートル)（1 CCF）の天然ガスを燃焼させた場合のエネルギー相当量にほぼ相当する。ガスメーターはエネルギー量ではなく体積を測定するため、ガス会社は、ガスメーターに表示される使用したガスの体積から、サーム係数(therm factor)を使用して実際のエネルギー使用量を計算する。サーム係数は通常、1 CCFあたりのサームの単位で表され、ガスに含まれる炭化水素の種類によって異なる。エタン、プロパン、ブタンのような平均濃度よりも高い天然ガスは、より高いサーム係数を持つことになる。二酸化炭素や窒素などのガスに含まれる不純物によって、サーム係数は下がる。
ガスの体積は、標準状態（標準温度と圧力、STP）で測定した場合と同様に計算される。
1999年からイギリスの規制が改正され、ガスは通常、キロワット時の単位で販売されることになった。しかし、イギリスのガス卸売市場では現在でもサーム単位で取引されている。アメリカでは、ガスは一般にCCF（100立方フィート）単位かサーム単位で取引される。
アメリカ合衆国環境保護庁(EPA)によると、1サームの天然ガスを燃焼させると、平均5.3kgの二酸化炭素が発生する。